# Glam (chanson)
Pour les articles homonymes, voir GLAM.
Pistes de Bionic
Love & Glamour (Intro)
(6) Prima Donna
(8)
Glam est une chanson de Christina Aguilera, issue de son sixième album studio, Bionic (2010). Elle est écrite par Aguilera, Claude Kelly et C. « Tricky » Stewart, qui est aussi le producteur. Il s’agit d’une pièce electropop contenant des éléments de musique hip-hop. D’après Christina Aguilera et Claude Kelly, Glam est une survivance de la chanson Vogue (1990) de Madonna.
En premier lieu, le titre devait être le single « conducteur » de Bionic. Toutefois, Not Myself Tonight est choisi à la place. Glam reçoit des critiques mitigées venant de la presse musicale. Après la parution de Bionic, Glam se place au deuxième rang du classement des chansons internationales téléchargées en Corée du Sud, ainsi qu’à la quarante-deuxième place du hit-parade des chansons téléchargées en Corée du Sud.

## Développement et composition

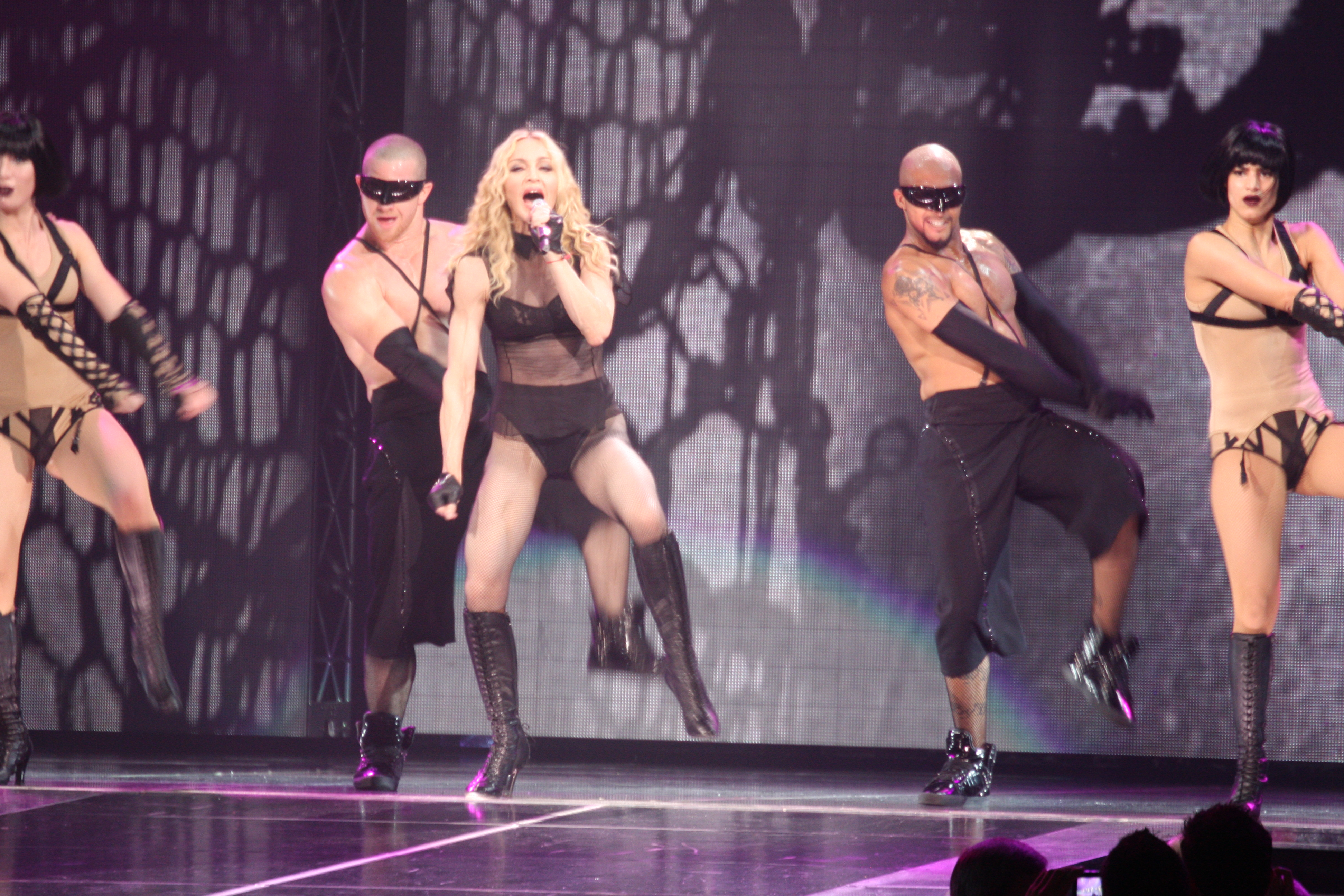
Glam a été conçu comme un retour à l’ère de la chanson Vogue de Madonna, selon ses compositeurs.

Le 5 janvier 2010, au cours d’une entrevue pour le magazine Marie Claire, Christina Aguilera a annoncé que Glam paraîtra en tant que premier single issu de l’album Bionic. La chanteuse a décrit la chanson comme étant une survivance « expérimentale » et « très pop » du titre Vogue (1990) de Madonna. Lors d’un entretien avec le magazine Vibe, Claude Kelly, coauteur de la chanson, l’a qualifiée d’« hymne à la fête » qui, en même temps, « possède des messages sous-jacents ». Le 23 mars 2010, après l’achèvement d’un compte à rebours de 24 heures sur son site officiel, il a été révélé que Not Myself Tonight a finalement été choisi en tant que premier extrait de l’album, à la place de Glam.
Enregistrée aux studios The Boom Boom Room à Burbank, Glam a été écrite par Christina Aguilera, Claude Kelly et Christopher Stewart, qui l’a également produite. La chanson est précédée par un intermède oral intitulé Love & Glamour. Glam a été décrite par MTV News comme étant une « survivance, très pop et hip-hop, à la chanson Vogue de Madonna ». Leah Greenblatt du magazine Entertainment Weekly l’a qualifié de « retour entraînant vers les années 1990 ». Lyriquement, il est question de mode, de beauté féminine, de haute couture et de se préparer avant une soirée pour être « glam et sexy ». Lors d’une partie du morceau, elle délivre des conseils de mode et chante « Don't let the clothes wear you », qui se traduit par « Ne laisse pas les vêtements te porter ».

## Accueil critique
Glam a reçu des avis mitigées de la plupart des critiques de musique. Allison Stewart du journal The Washington Post l’a qualifié de « grand moment sur l’album ». Mesfin Fekadu du site Web Boston.com était du même avis, précisant qu’il ’agit de l’une des « meilleures chansons à tempo rapide de l’opus ». Elysa Gardner, rédactrice pour le quotidien USA Today, a formulé un bilan positif à l’égard de la chanson, indiquant qu’« Aguilera chante de manière impassible avant de délivrer un moment délectable qui évoque une version plus truculente de Whitney Houston à son apogée ». Le journal The Scotsman a rédigé que Glam est une « tentative flagrante » de la part de Christina Aguilera quant à produire un Vogue pour notre époque », tandis qu’Eric Henderson du magazine Slant a surligné Glam comme étant un « cocktail trop lourd mêlant à la fois les morceaux Vogue et Technologic des Daft Punk ».
D’après Bradley Stern du site Web MuuMuse, Glam est « raté », alors que Michael Cragg du site Web musicOMH l’a qualifié de « démodé ». Omar Kholeif du webzine PopMatters a publié une critique négative, déclarant que « Christina n’a pas peur de tout secouer et de faire du bruit en se confessant sur Glam, un hommage évident à Vogue qui’est presque pas aussi accrocheur ou sensuel qu’il pense l’être ». Jordan Richardson du réseau social Blogcritics était du même avis, argumentant que la chanson est « une ode frustrante et désagréable à Vogue de Madonna, bien que Christina Aguilera ne parvient pas à recréer l’une des parties uniques du morceau qu’elle essaie d’imiter ».

## Crédits

### Lieux d’enregistrement
- The Boom Boom Room (Burbank, États-Unis)
- The Red Lips Room, (Beverly Hills, États-Unis)

### Personnel
- Christina Aguilera –  chant, composition
- Christopher Stewart – composition, production
- Claude Kelly –  composition, choriste
- Jaycen Joshua –  mixage

## Classement hebdomadaire
| Classement (2010)                                    | Meilleure position |
| ---------------------------------------------------- | ------------------ |
| Corée du Sud (Gaon / Singles)                        | 42                 |
| Corée du Sud (Goan / Téléchargements internationaux) | 2                  |